# التهاب الجلد التأتبي
التهاب الجلد التأتبي (بالإنجليزية: Atopic Dermatitis)‏- ويعرف بالإكزيمة التأتبية- هو نوع من الالتهابات الجلدية ينتج عنه حكة واحمرار وانتفاخ على سطح الجلد وقد تخرج أحياناً سوائل من المنطقة الملتهبة. يبدأ الالتهاب عادةً في مرحلة الطفولة وتتغير شدة الالتهاب مع العمر، فالأطفال الأقل من سنة قد يعانون من حكة في جميع الجسم ومع تقدم الطفل في العمر تصبح المنطقة خلف الركبتين والمنطقة الأمامية للكوع الأكثر تسبباً بالحكة، وغالباً ما تكون الحكة لدى البالغين في اليدين والقدمين. حك الجلد يؤدي إلى تهيجه ويكون الجلد بذلك معرضاً بشكل أكبر للعدوى. أغلب من لديهم التهاب الجلد التأتبي مصابون أيضاً بالربو أو حساسية الأنف.
أسباب الالتهاب غير معروفة لكن يعتقد أن يكون للالتهاب علاقة بالجينات، أو اختلالات جهاز المناعة أو التعرض لعوامل البيئة أو ربما كانت هناك مشاكل في نفاذية الجلد. أيضا إذا كان أحد التوأم المتماثل مصابا بالالتهاب فإن فرصة إصابة الأخر تكون 85%. أيضا الأشخاص الذين يعيشون في مناخ جاف يكونون أكثر عرضة للإصابة بالالتهاب. التعرض للمواد الكيميائية أو غسل اليدين بشكل مستمر يجعل الأعراض أكثر سوءاً. وفي حين أن الضغط النفسي قد يؤدي إلى تفاقم الأعراض فإنه لا يعد سبباً أساسياً لحدوث الالتهاب. ولا يعد التهاب الجلد التأتبي من الأمراض المعدية. ويعتمد التشخيص عادة على العلامات والأعراض. وهناك أمراض يجب أن تستثنى قبل التشخيص وهي التهاب الجلد التماس والصدفية والتهاب الجلد المثنيّ.
لتجنب الالتهاب الجلدي التأتبي يجب الحرص على غسل منطقة الالتهاب ووضع مرهم بعد ذلك للترطيب. وإذا حصل تهيج في الجلد ينصح باستخدام مرهم الستيرويد واستخدام بعض الأدوية لمنع الحكة. هناك بعض الأشياء تجعل الالتهاب أكثر سوءًا مثل ملابس الصوف والعطور والصابون والكلور والغبار ودخان السجائر. العلاج بالضوء قد يكون مفيدًا لدى بعض الناس. كذلك قد تستخدم حبوب الستيرويد إذا كانت العلاجات الأخرى غير فعالة. يستطيع المريض أن يستخدم المضادات الحيوية (عن طريق الفم أو موضعيا) إذا كانت هناك عدوى بكتيرية. وقد يحتاج الشخص إلى تغيير النمط الغذائي إذا كان لديه حساسية من بعض الأطعمة.
التهاب الجلد التأتبي يصيب 20% من الناس في فترة من فترات حياتهم. وغالباً ما يصيب الأطفال وفرصة الإصابة بالالتهاب بين الذكور والإناث متساوية. التهاب الجلد التأتبي قد يسمى أحياناً بإكزيمة الرضع (بالإنجليزية: Infantile eczema)‏ أو إكزيمة الثنيات (بالإنجليزية: flexural eczema)‏.

## العلامات والأعراض

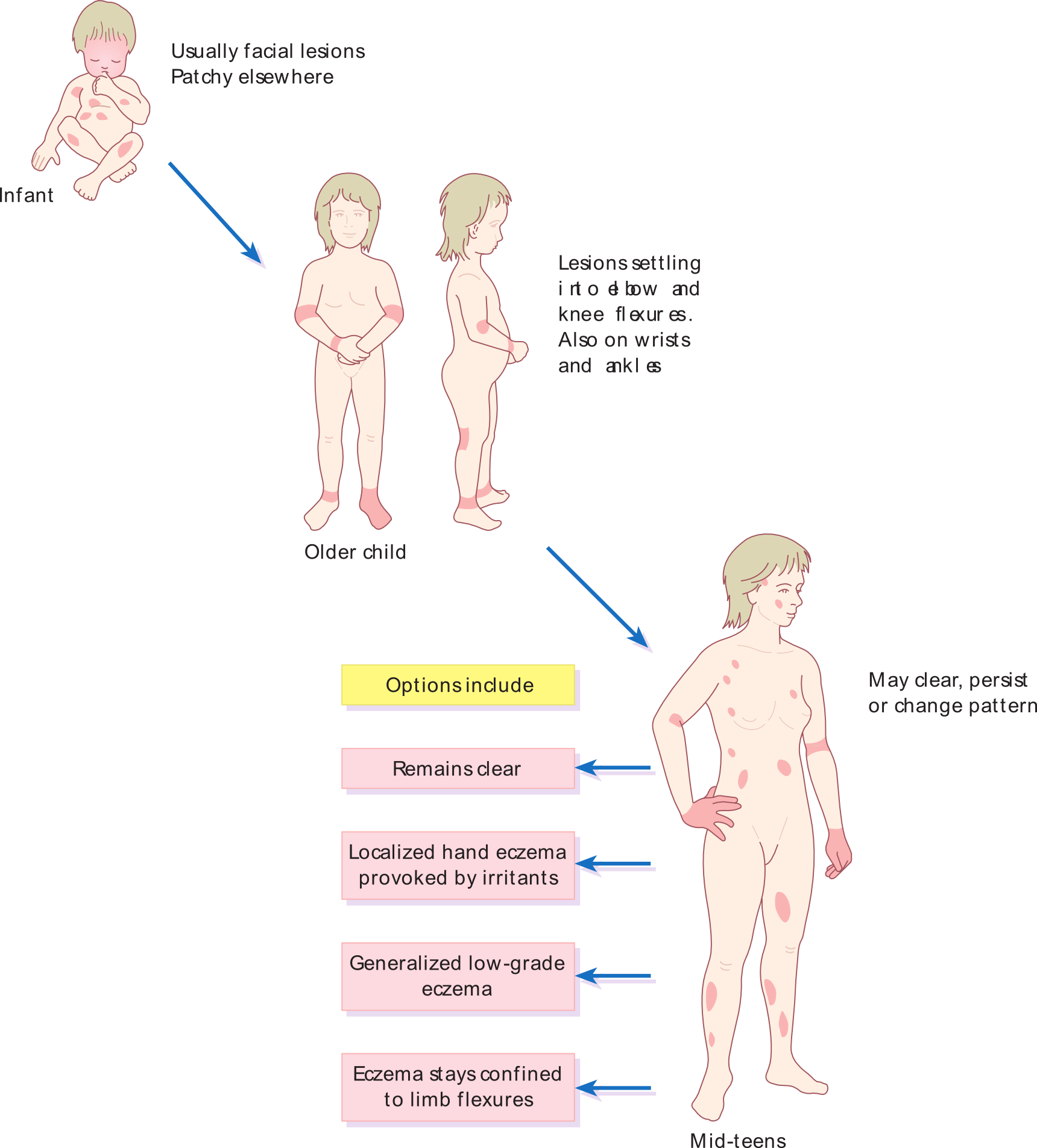
رسم توضيحي يبين اختلاف التهاب الجلد التأتبي مع التقدم في العمر

الأشخاص المصابون بالتهاب الجلد التأتبي يعانون من جلد قشري وجاف في كثير من الأحيان والذي يغزو كل الجسد ماعدا منطقة الأرداف والأفخاذ، كما يعانون من قرح أو بثرات مثيرة للحكة وطفح جلدي أحمر اللون وبارز على هيئة بقع كثيفة والتي تتشكل على انحناءات اليدين والساقين والوجه والرقبة. هذه البثرات قد تتصدع أو تتورم وقد تفرز سوائل أو حتى أن تؤدي إلى تكون ما يسمى ب “الجلبة" وهي القشرة التي تتشكل فوق القرحة. تعتبر هذه القرح من عوامل خطر الاستيطان البكتيري ومنطقة خصبة لتكاثر الفيروسات والفطريات.

## الأسباب
سبب التهاب الجلد التأتبي ليس معروفًا بالرغم من الأدلة على وجود بعض العوامل الوراثية المؤدية للإصابة بالمرض، كما أن النمو في بيئة نظيفة يعزز من فرص الإصابة.
ويبدو أن هناك عامل وراثي لأن كثير من الأشخاص المصابين بالتهاب الجلد التأتبي لدى أحد أفراد عائلتهم تاريخ مرضي مع التأتب. والتأتب هو رد فعل تحسسي فوري كالربو، والتحسس من بعض أصناف الطعام، والتأتب الجلدي، وحمى الكلأ. اكتشف في العام 2006 بعض الطفرات في الجين الوراثي المسؤول عن إنتاج مادة الفيلاغرين مما يزيد من نسبة حدوث الالتهاب التأتبي للجلد. وأكثر أهمية من ذلك هو اكتشاف طفرتين أخيرتين تخل بإنتاج مادة الفيلاغرين والتي يقدر تأثيريهما في 5% من سكان الغرب الأوروبي. هذه المادة هي عبارة عن بروتين له دور هام في استبقاء الماء في طبقة الجلد القرنية. لذا عادة ما يملك الأشخاص ذوي هذه الطفرات جلداً جافاً. وكذلك تلعب المادة دوراً هاماً في الإبقاء على حمضية سطح الجلد، موفرةً بذلك للجلد خاصية مضادة الجراثيم. فعندما تكسر هذه المادة البروتينية إلى حمض اليوروكانيك فهي تحافظ بذلك على انخفاض الرقم الهيدروجيني.
تنص «فرضية النظافة» (بالإنجليزية:  hygiene hypothesis)‏ على أن الأطفال الذين يعيشون متعرضين لمولدات الحساسية في البيئة المحيطة في بداية مراحل نموهم يكون جهازهم المناعي قادراً أكثر على مجابهة المولدات الأرجية، بينما هؤلاء الذين نموا في بيئة «صحية» وأقل عرضةً لتلك المولدات في عمر صغير تحدث لهم الحساسية المفرطة عند تعرضهم للمولدات البيئية. ولهذه الفرضية ارتباط ما بالتهاب الجلد التأتبي.
هؤلاء الذين تعرضوا للكلاب في مرحلة نموهم يكون الخطر لديهم أقل لحدوث المرض. وبعض الدراسات الوبائية تدعم وجود عامل وقائي للديدان الطفيلية ضد المرض. وبالمثل، الأطفال الذين لا يعيشون حياة نظيفة كالذين يشربون الحليب غير المبستر لديهم نسبة خطر منخفضة للإصابة. التعرض لعث الغبار مسلمٌ به في المساهمة في فرصة حدوث التهاب الجلد التأتبي.
التغذية الغنية بالفواكه تبدو عاملاً وقائياً ضد الإصابة بالمرض، بينما العكس صحيح بالنسبة للوجبات السريعة.

## التشخيص

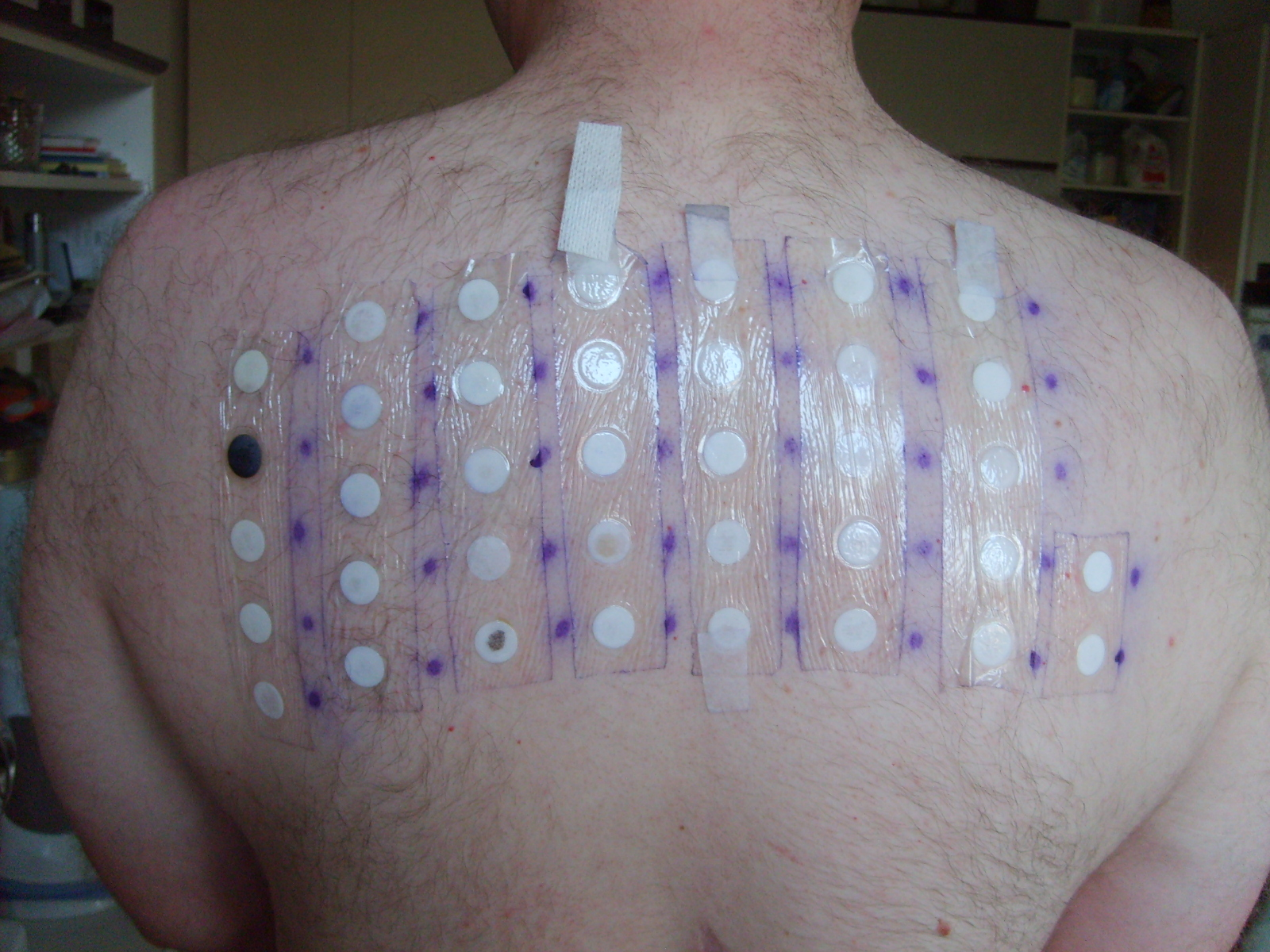
اختبار الرُّقعة (لتشخيص الأرجية الجلدية)؛ اختبار اللَّطخة

يُستخدم اختبار الرقعة لتحديد ما إذا ما كانت هنالك مادة محددة مسببة للحساسية أو لا. ويُجرى الاختبار بوضع مجموعة من المواد اللتي تثير الحساسية على سطح الجلد على أن تقيم النتائج بعد يوم أو ثلاثة أيام.

## العلاج
لا يوجد على علاج معروف لالتهاب الجلد التأتبي، ولكن العلاج قد يقلل من شدة وتكرار حالات تهيج الجلد. ناهيك عن أن استخدام مرطبات الجلد قد يمنع الجلد من الجفاف ويقلل من الحاجة إلى الأدوية الأخرى. وغالباً ما يفيد الأشخاص المصابين بهذا المرض بوجود علاقة بين تحسن ترطيب البشرة وتحسن أعراض المرض. بالإضافة إلى ذلك فقد أثبتت أدوية الكورتيكوستيرويد الموضعية وخاصة الهيدروكورتيزون أنفسها بفعالية في السيطرة والتعامل مع مرض التهاب الجلد التأتبي. وفي حالة فشل الكورتيكوستيرويد الموضعية والكريمات المرطبة بالإمكان تجربة العلاج على المدى القصير مع مثبطات الكالسينيورين الموضعية مثل تاكروليموس أو بيميكروليمس، رغم أنها عادة لا تُستخدم لأن من المممكن أن تسبب الإصابة بسرطان الجلد وسرطان الغدد الليمفاوية. وبشكل بديل يمكن استخدام مضادات الاكتئاب للسيطرة على الحكة كما يمكن استخدام أدوية تثبيط المناعة الجهازية مثل السيكلوسبورين، وميثوتريكسات (دواء مُضاد للأورام)، وإنترفيرون غاما، وميكوفينوليت موفيتيل، والآزوثيوبرين.
وقد ظهرت حديثاً طرق علاجية جديدة تتضمن التعرض لضوء الأشعة فوق البنفسجية واسعة وضيقة النطاق. وقد تم الاكتشاف بأن التعرض للأشعة فوق البنفسجية يكون له تأثير محدد على الأنسجة المتضررة ويمكن أن تستخدم لتخفيف شدة تهيج الجلد. وبشكل خاص اقترحت الباحثة بهافاني ميدوري وآخرون أن استخدام الأشعة فوق البنفسجية ألف النوع الأول يعتبر أكثر فعالية في علاج تهيج الجلد الحاد. بينما استخدام الأشعة فوق البنفسجية باء ضيقة النطاق هي أكثر فعالية في السيطرة على المدى الطويل. ومع ذلك اكتشف الباحثون أن العلاج بالأشعة فوق البنفسجية لا يخلو من المخاطر وقد يتسبب بحدوث أنواع مختلفة من سرطان الجلد. أيضاً العلاج بفيتامين دي قد أثبت جدارته كعلاج فعال لمرض التهاب الجلد التأتبي.
وكثيراً ما يوصي العاملون في المجال الصحي الأشخاص المصابين بالتهاب الجلد التأتبي بالإستحمام بشكل منتظم في أحواض المياه الدافئة، وخاصة المياه المالحة لفعاليتها في ترطيب الجلد. أيضا ينصح بلبس الملابس المصنوعة من الفضة المغلفة والحرير وتجنب لبس الملابس الصوفية.
وقد تناولت دراسات بحثية دور مكملات الأحماض الدهنية الغير مشبعة ذات السلسلة الطويلة في الوقاية والعلاج من أمراض الجلد التأتبي وكانت النتائج مثيرة للجدل. ولم يتضح بعد ما إذا كانت الاستهلاك الغذائي ل أوميجا 3 له دور وقائي أو علاجي واضح أو إذا كان استهلاك أوميجا 6 (وهو يوجد في بعض الزيوت والدهون) له دور في تحفيز ظهور أمراض الجلد التأتبي.
وقد اتضح أن المتممات الغذائية مثل البروبيوتيك لها تأثير ايجابي مع حدوث انخفاض ما يقرب من 20٪ في نسبة ظهور مرض التهاب الجلد التأتبي.

## الانتشار
يؤثر مرض التهاب الجلد التأتبي على 15 إلى 30٪ من الأطفال و2 إلى 10٪ من البالغين في البلدان المتقدمة. وفي الولايات المتحدة الأمريكية تضاعف هذا العدد ثلاث مرات تقريباً في الثلاثين للأربعين سنة الماضية. وقد أفادت احصائيات بأن ما يقارب من أكثر من 15 مليون شخص من البالغين والأطفال الأمريكيين لديهم التهاب الجلد التأتبي. وقد يعود ذلك إلى كثرة تناول الأمريكيون للفاست فود بما فيه من مواد دهنية كثرتها في الغذاء تكون غير صحية.